# 385. Infanterie-Division (Wehrmacht)
La 385. Infanterie-Division fu una divisione dell'esercito tedesco attiva durante la seconda guerra mondiale che venne creata nel 1942 e fu schierata lungo il fronte orientale dove fu distrutta nel 1943.

## Storia
La divisione fu costituita il 10 gennaio 1942 e fu definitivamente completata il 15 gennaio 1942, nella zona di addestramento militare di Bergen, vicino a Bad Fallingbostel, dove rimase fino all'11 marzo 1942, quando fu schierata sul fronte orientale tra Polotsk e Nevel, con compiti di sicurezza e di lotta antipartigiana. Dal 16 aprile 1942 si trasferì nella zona di Roslavl' e tra il 12 e il 31 maggio nell'area a sud-est di Maloarchangelsk vicino a Orël e Lugowoj. 
Dal 28 giugno 1942 la divisione partecipò all'offensiva estiva tedesca, attraversò il Tim, scontrandosi contro i diversi contrattacchi dell'armata rossa, dal 12 luglio fu sostituita dall'88. Infanterie-Division e si riunì nella zona di Berezovka. Aveva il compito, insieme alla 9. Panzer-Division di sfondare il settore e prevenire l’ulteriore avanzata prevista delle forze armate sovietiche. La divisione fu distrutta sul Don durante l'attacco sovietico a Stalingrado e con l'ordinanza del 17 febbraio 1943, dai resti della 385. Infanterie-Division e della 387. Infanterie-Division venne formato un gruppo di combattimento, che fu ampliato in una nuova 387. Infanterie-Division il 30 marzo 1943.

## Ordine di battaglia
- Infanterie-Regiment 537
- Infanterie-Regiment 538
- Infanterie-Regiment 539
- Artillerie-Regiment 385
- Panzerjäger-Abteilung 385
- Reiter-Schwadron 385
- Pionier-Bataillon 385
- Infanterie-Divisions-Nachrichten-Abteilung 385
- Versorgungs-Einheiten 385[1]

## Decorazioni
Alcuni soldati della 385. Infanterie-division furono premiati per le loro azioni in guerra:
- Croce Tedesca
  - in oro: 2
- Croce di Cavaliere della croce di ferro: 2
  - Croce di Cavaliere con foglie di quercia: 1
  - Croce di Cavaliere con Fronde di Quercia e Spade: 1

## Comandanti
- General der Infanterie Karl Eibl (7 gennaio 1942 - 18 dicembre 1942)
- Generalmajor Eberhard von Schuckmann (18 dicembre 1942 - 17 febbraio 1943)[1]